# Goldman-Wachteltaube
Die Goldman-Wachteltaube oder auch Goldmantaube (Zentrygon goldmani, Syn.: Geotrygon goldmani) ist eine bodenbewohnende Art der Taubenvögel, die zu den Wachteltauben zählt. Es ist eine kompakt gebaute, plumpe und kurzschwänzige Art mit einem überwiegend rötlich braunen Gefieder, die in Zentralamerika und im äußersten Norden Südamerikas vorkommt.
Die Bestandssituation der Goldman-Wachteltaube wird mit potenziell gefährdet (near threatened) angegeben. Es werden zwei Unterarten unterschieden.

## Erscheinungsbild
Die Goldman-Wachteltaube erreicht eine Körperlänge von 26,5 bis 28,5 Zentimeter, wovon 6,5 Zentimeter auf den Schwanz entfallen. Die Flügellänge beträgt 14,8 bis 15,1 Zentimeter. Der Schnabel ist 1,6 Zentimeter lang. Das Gewicht liegt bei etwa 250 Gramm. Es besteht nur ein geringfügiger Geschlechtsdimorphismus.

### Männchen
Die Stirn ist zimtfarben und geht auf dem Scheitel und am Nacken in ein warmes Rötlich-Braun über. Die Federn am hinteren Hals und auf dem oberen Mantel sind leicht versteift. Sie sind braunviolett. Die übrige Körperoberseite ist rötlich braun mit einem warmen Glanz. Die Handschwingen sind olivbraun, die vier äußeren Handschwingen sind schmal isabellfarben gesäumt. Der Schwanz ist olivbraun.
Das Kinn und die Kehle sind weiß, das Gesicht ist hellbraun mit kleinen weißen Flecken in der Nähe des Nackens. Das Gesicht ist eingegrenzt durch einen schmalen schwarzen Bartstreif. Der Vorderhals und die Brust sind graubraun, die Unterschwanzdecken sind mehr bräunlich. Die Flanken sind aschbraun bis dunkel olivbraun. Die Iris ist dunkel rotorange. Der sehr schmale Orbitalring ist korallenrot. Der Schnabel und der Zügelstreif sind schwarz. Die Beine und die Füße sind rotviolett.

### Weibchen
Die Weibchen ähneln den Männchen, haben jedoch einen dunkleren Scheitel und sind auf der Körperunterseite etwas bräunlicher. Das Gefieder ist insgesamt etwas matter als das der Männchen.

### Jungvögel
Jungvögel sind insgesamt matter und bräunlicher gefärbt. Die Stirn und der Scheitel sind dunkelbraun mit rotbraunen Federsäumen.

## Verbreitungsgebiet

Verbreitungsgebiet (grün) der Goldman-Wachteltaube

Das Verbreitungsgebiet der Goldman-Wachteltaube ist disjunkt. Sie kommt im äußersten Nordwesten von Kolumbien sowie im Osten von Panama vor. Der Lebensraum sind Bergwälder in Höhenlagen zwischen 750 und 1500 Metern. In Kolumbien wurde die Goldman-Wachteltaube jedoch auch schon in einer Höhe von 90 Höhenmetern beobachtet.
Es werden die folgenden zwei Unterarten unterschieden:
- Z. g. oreas (Wetmore, 1950) – Osten Panamas
- Z. g. goldmani (Nelson, 1912) – Nominatform, Osten Panamas bis in den äußersten Nordwesten von Kolumbien.

Die Goldman-Wachteltaube ist auf ungestörte Primärwälder mit einem dichten Unterholz angewiesen. In Regionen mit selektivem Waldeinschlag ist sie nur dort zu finden, wo ein dichter Sekundärwald zu finden ist, der an Primärwald angrenzt.

## Lebensweise
Die Goldman-Wachteltaube ist bislang nur wenig erforscht. Sie gilt als scheuer und unauffälliger Standvogel, der überwiegend einzelgängerisch oder paarweise vorkommt. Die am Boden lebende Taube fliegt nur selten auf und sucht bei Gefahr zu Fuß Schutz im Unterholz. Ihre Nahrung findet sie in der Laubschicht und im Unterholz auf dem Waldboden. Sie frisst Samen und vermutlich außerdem kleine Früchte, Insekten, Larven und Raupen. Über die Fortpflanzungsbiologie dieser Art bislang nichts bekannt, ein Jungvogel wurde im Monat Oktober in Kolumbien beobachtet.